# Campeonato Europeo de Atletismo en Pista Cubierta de 1987
El XVIII Campeonato Europeo de Atletismo en Pista Cubierta se celebró en Liévin (Francia) entre el 21 y el 22 de febrero de 1987 bajo la organización de la Asociación Europea de Atletismo (AEA) y la Federación Francesa de Atletismo.
Las competiciones se llevaron a cabo en el Palacio de los Deportes de la ciudad francesa. Participaron 343 atletas de 25 federaciones nacionales afiliadas a la AEA.

## Resultados

### Masculino
| Evento                    | Oro                                                | Plata                                                   | Bronce                                                              |
| ------------------------- | -------------------------------------------------- | ------------------------------------------------------- | ------------------------------------------------------------------- |
| 60 m (21.03)              | Marian Woronin · Polonia · 6,51 s                  | Pierfrancesco Pavoni · Italia · 6,58 s                  | František Ptácník · Checoslovaquia · Antonio Ullo · Italia · 6,61 s |
| 200 m (22.03)             | Bruno Marie-Rose Francia 20,36                     | Vladimir Krylov Unión Soviética 20,53                   | John Regis Reino Unido 20,54                                        |
| 400 m (22.03)             | Todd Bennett Reino Unido 46,81                     | Momchil Jarizanov Bulgaria 46,89                        | Paul Harmsworth Reino Unido 46,92                                   |
| 800 m (22.03)             | Rob Druppers · Países Bajos · 1:48,12              | Vladimir Graudyn Unión Soviética 1:49,14                | Ari Suhonen · Finlandia · 1:49,56                                   |
| 1500 m (22.03)            | Han Kulker · Países Bajos · 3:44,79                | Jens-Peter Herold República Democrática Alemana 3:45,36 | Klaus-Peter Nabein Alemania Occidental 3:45,84                      |
| 3000 m (22.03)            | José Luis González · España · 7:52,27              | Dieter Baumann Alemania Occidental 7:53,93              | Pascal Thiébaut Francia 7:54,03                                     |
| 60 m vallas (22.03)       | Arto Bryggare · Finlandia · 7,59                   | Colin Jackson Reino Unido 7,63                          | Nigel Walker Reino Unido 7,65                                       |
| Salto de altura (21.03)   | Patrik Sjöberg · Suecia · 2,38 m                   | Carlo Thränhardt Alemania Occidental 2,36 m             | Gennadi Avdeyenko Unión Soviética 2,36 m                            |
| Salto con pértiga (22.03) | Thierry Vigneron Francia 5,85                      | Ferenc Salbert Francia 5,85                             | Marian Kolasa · Polonia · 5,80                                      |
| Salto de longitud (21.03) | Robert Emmiyan Unión Soviética 8,49                | Giovanni Evangelisti · Italia · 8,26                    | Christian Thomas Alemania Occidental 8,12                           |
| Salto triple (22.03)      | Serge Hélan Francia 17,15                          | Jristo Markov Bulgaria 17,12                            | Nikolái Musiyenko Unión Soviética 17,00                             |
| Peso (21.03)              | Ulf Timmermann República Democrática Alemana 22,19 | Werner Günthör · Suiza · 21,53                          | Sergéi Smirnov Unión Soviética 20,97                                |
| 5000 m marcha (22.03)     | Jozef Pribilinec Checoslovaquia 19:08,44           | Ronald Weigel República Democrática Alemana 19:08,93    | Roman Mrázek Checoslovaquia 19:10,77                                |

### Femenino
| Evento                    | Oro                                                     | Plata                                               | Bronce                                                                                |
| ------------------------- | ------------------------------------------------------- | --------------------------------------------------- | ------------------------------------------------------------------------------------- |
| 60 m (22.03)              | Nelli Fiere · Países Bajos · 7,01 s                     | Anelia Nuneva Bulgaria 7,06 s                       | Marlies Göhr República Democrática Alemana 7,12 s                                     |
| 200 m (22.03)             | Kirsten Emmelmann República Democrática Alemana 23,10   | Blanca Lacambra · España · 23,19                    | Marie-Christine Cazier Francia 23,40                                                  |
| 400 m (22.03)             | Mariya Pinigina Unión Soviética 51,27                   | Gisela Kinzel Alemania Occidental 52,29             | Cristina Pérez · España · 52,63                                                       |
| 800 m (22.03)             | Christine Wachtel República Democrática Alemana 1:59,89 | Sigrun Wodars República Democrática Alemana 2:00,50 | Liubov Kiriujina Unión Soviética 2:01,85                                              |
| 1500 m (22.03)            | Sandra Gasser · Suiza · 4:08,76                         | Svetlana Kitova Unión Soviética 4:09,01             | Ivana Kubešová Checoslovaquia 4:09,99                                                 |
| 3000 m (22.03)            | Yvonne Murray Reino Unido 8:46,06                       | Elly van Hulst · Países Bajos · 8:51,40             | Brigitte Kraus Alemania Occidental 8:53,01                                            |
| 60 m vallas (21.03)       | Yordanka Donkova Bulgaria 7,79                          | Gloria Uibel República Democrática Alemana 7,89     | Ginka Zagorcheva Bulgaria 7,92                                                        |
| Salto de altura (22.03)   | Stefka Kostadinova Bulgaria 1,97 m                      | Tamara Bykova Unión Soviética 1,94 m                | Susanne Beyer · República Democrática Alemana · Elżbieta Trylińska · Polonia · 1,91 m |
| Salto de longitud (21.03) | Heike Drechsler República Democrática Alemana 7,12      | Galina Chistiakova Unión Soviética 6,89             | Yelena Belevskaya Unión Soviética 6,76                                                |
| Peso (22.03)              | Natalia Ajrimenko Unión Soviética 20,84                 | Heidi Krieger República Democrática Alemana 20,02   | Heike Hartwig República Democrática Alemana 20,00                                     |
| 3000 m marcha (22.03)     | Natalia Dmitrochenko Unión Soviética 12:57,59           | Giuliana Salce · Italia · 12:59,11                  | Monica Gunnarsson · Suecia · 13:06,46                                                 |

## Medallero
| Núm. | País           | Oro | Plata | Bronce | Total |
| ---- | -------------- | --- | ----- | ------ | ----- |
| 1    | URSS           | 4   | 5     | 5      | 14    |
| 2    | RDA            | 4   | 5     | 3      | 12    |
| 3    | Francia        | 3   | 1     | 2      | 6     |
| 4    | Países Bajos   | 3   | 1     | 0      | 4     |
| 5    | Bulgaria       | 2   | 3     | 1      | 6     |
| 6    | Reino Unido    | 2   | 1     | 3      | 6     |
| 7    | España         | 1   | 1     | 1      | 3     |
| 8    | Suiza          | 1   | 1     | 0      | 2     |
| 9    | Checoslovaquia | 1   | 0     | 3      | 4     |
| 10   | Polonia        | 1   | 0     | 2      | 3     |
| 11   | Finlandia      | 1   | 0     | 1      | 2     |
| 11   | Suecia         | 1   | 0     | 1      | 2     |
| 13   | RFA            | 0   | 3     | 3      | 6     |
| 14   | Italia         | 0   | 3     | 1      | 4     |
|      | TOTAL          | 24  | 24    | 26     | 74    |